# Elektronische detectie van ongevallen
Elektronische detectie van ongevallen, afgekort EDO, is een detectiesysteem dat ongevallen op rijkswegen in Nederland detecteert. Het systeem is een samenwerking tussen de Stichting Incident Management Nederland en Flitsmeister (BeMobile) en is ontwikkeld door softwarebedrijf SIMON. Het detectiesysteem gebruikt floating car data van BeMobile. Wanneer BeMobile een abrupte daling van de gemiddelde snelheid detecteert en een gebruiker van de applicatie Flitsmeister een ongeval meldt, merkt EDO dit op als een ongeval. De desbetreffende locatie wordt automatisch naar de meldkamer van stichting Incident Management Nederland gestuurd, waarna er een bergingsvoertuig naar de desbetreffende locatie gestuurd wordt. Het detectiesysteem werd landelijk ingevoerd in 2019.
Het voordeel van het systeem is dat ongevallen sneller gedetecteerd worden. Het nadeel is dat er geregeld valse meldingen door het systeem gedetecteerd worden, omdat de daling van de gemiddelde snelheid niet altijd door een ongeval veroorzaakt wordt. In de eerste maanden van 2021 was 13% van de ongevalsmeldingen die door de meldkamer verwerkt werd afkomstig van EDO .